# Elisabeth Dermer

Elisabeth „Betty“ Dermer, Miniatur der Künstlerin Fanny Charrin um 1850

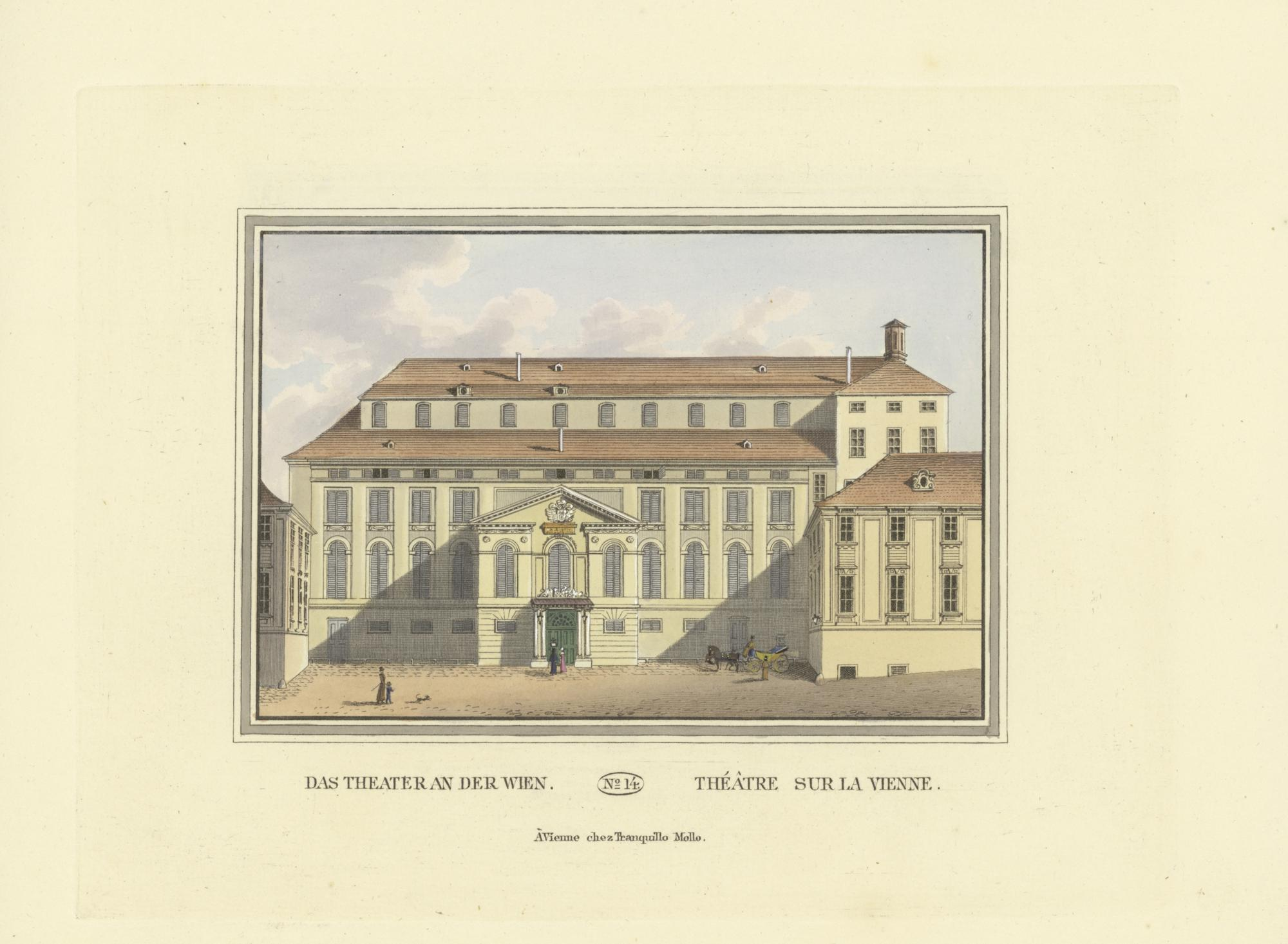
Das Theater an der Wien. Hier debütierte Elisabeth Dermer am 15. August 1820 in der Oper „Das Rosenhütchen“ von Carl Blum.

Elisabeth „Betty“ Dermer (* 3. Februar 1805 in Gumpendorf bei Wien; † 1. November 1861 in Wien) war eine österreichische Opernsängerin und Mätresse Karls II. von Braunschweig.

## Biografie
Dermer war die Tochter des Mauteinnehmers Friedrich Dermer und Franziska, geb. Wittmann. Als eine der ersten Sängerinnen erhielt sie am 1817 gegründeten Konservatorium der Gesellschaft der Musikfreunde in Wien eine Gesangsausbildung.
Ihr Bühnendebüt fand am 15. August 1820 am Theater an der Wien statt, wo sie in den Jahren 1821–1822 zahlreiche Rollen erhielt und, wie auch andere Schauspieler, wohnte. Von Februar 1822 bis Februar 1823 hatte sie ein Engagement am Theater am Kärntnertor und Gastspiele am Leopoldstädter Theater.
Auf Vermittlung von Gottlob Wiedebein erhielt sie ab April 1823 ein Engagement an dem von diesem geleiteten Hoftheater Braunschweig, dem damaligen Opernhaus am Hagenmarkt, mit Debüts als Agathe, Pamina, Prinzessin von Navarra, Rosina und Emmeline. Hier hatte sie zunächst einen Zweijahresvertrag bis 2. Februar 1825 mit 2250 Gulden Jahresgehalt und vier Wochen Urlaub. Ab 1825 bekam sie einen neuen Vertrag auf Lebenszeit mit 1500 Talern für die Mitwirkung in der Oper, 300 Taler zusätzlich als „Herzoglich Braunschweigische Hof- und Kammersängerin“ sowie 150 Taler Garderobengeld. Ihr Fach war: erste Sängerin, ihre Stimmlage Mezzosopran. Dermer sang in Braunschweig u. a. die Leonore in der Braunschweiger Erstaufführung des Fidelio. Es folgten Gastauftritte von Braunschweig aus u. a. in Hildesheim (November 1824), Hannover (März 1825 als „Desdemona“ in Othello; dort Abschluss eines Zehnjahresvertrags, aber Stelle nicht angetreten), Magdeburg (September 1825). Eine Anfrage von Carl Maria von Weber am 9. August 1825, ob sie Mitglied der Dresdner Bühne werden wolle, wies sie ab.

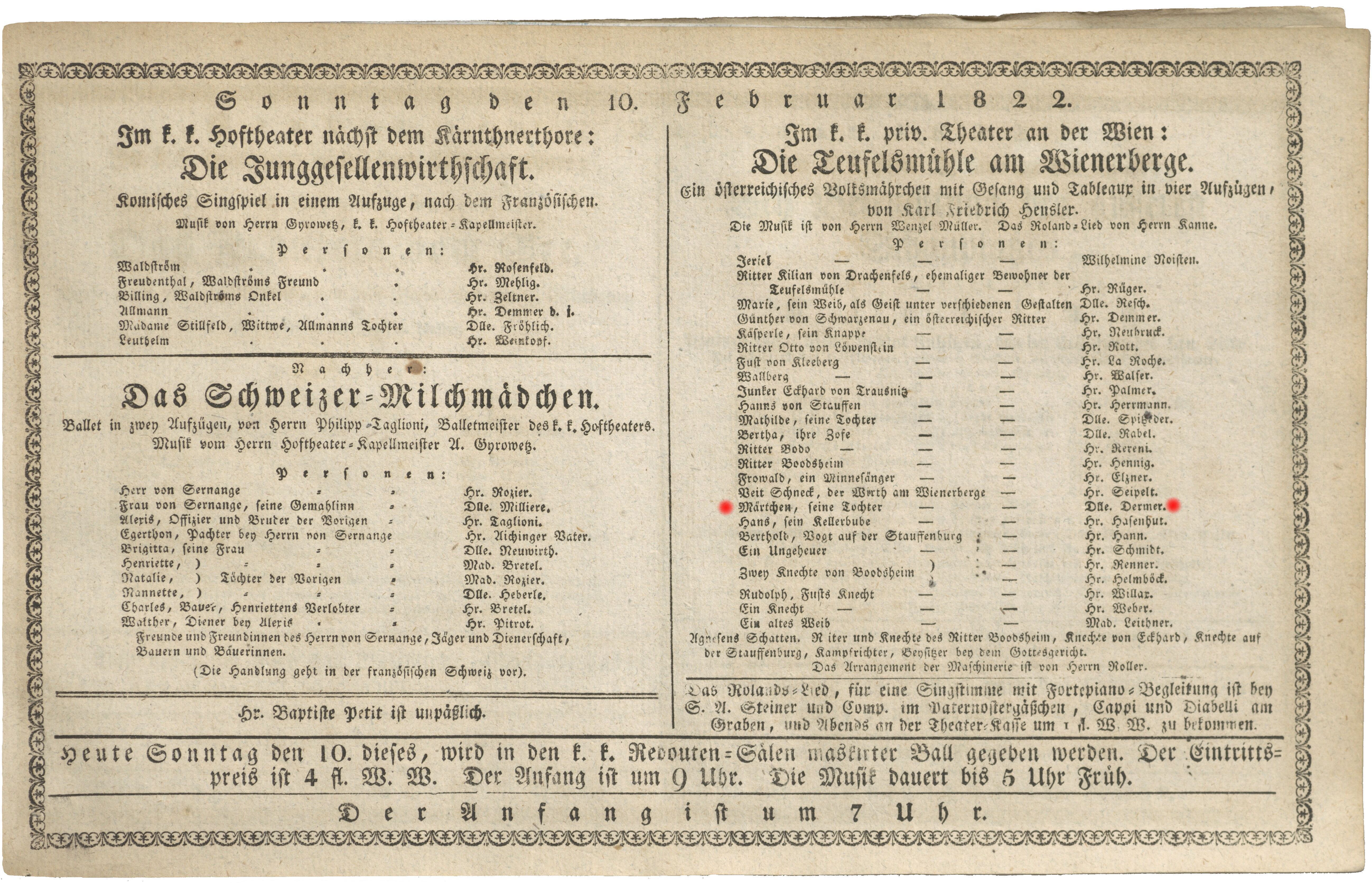
Theaterzettel des Theaters an der Wien vom 10. Februar 1822: Elisabeth Dermer spielt das „Märtchen“ im Stück „Die Teufelsmühle am Wienerberge“ von Karl Friedrich Hensler

Ihre Auftritte wurden seit dem Beginn ihrer Karriere 1820 in der Presse ausführlich beschrieben; Dermer war beim Publikum beliebt. So heißt es beispielsweise in einem Artikel über ihren Gastauftritt am 2. März 1825 am Königlichen Hoftheater in Hannover:

„Demoiselle Dermer aus Braunschweig erschien als Desdemona und richtete gewaltigen Unfug in den Köpfen und Herzen unserer Männerwelt an. Und wer möchte es tadeln, wenn eine Künstlerin, die alle Sinne zugleich befriedigt, – die Sinne nämlich, die ihre Genüsse im Theater zu suchen haben! – auch mit aufgeregten, erglüheten Sinnen genommen und begrüßt wird? – Ausgezeichnet schöne Formen, lebensvolles Auge, lieblicher Mund, melodische Stimme, gute Schule herziges Spiel, sind Eigenschaften, die man so selten beisammen findet, daß solche Erscheinung der des Vogel Phönix gleicht, den man zu den Fabeln zu zählen pflegt.“

Ab Herbst 1826 war Dermer, in Braunschweig inzwischen „Betty“ genannt, Maîtresse en titre des Herzogs Karl II. von Braunschweig, des „Diamantenherzogs“. Auf dessen Wunsch erfolgte 1828 der Abgang von der Bühne. Ihre Beziehung wird aufgrund der exzentrischen Persönlichkeit des Herzogs als schwierig beschrieben.

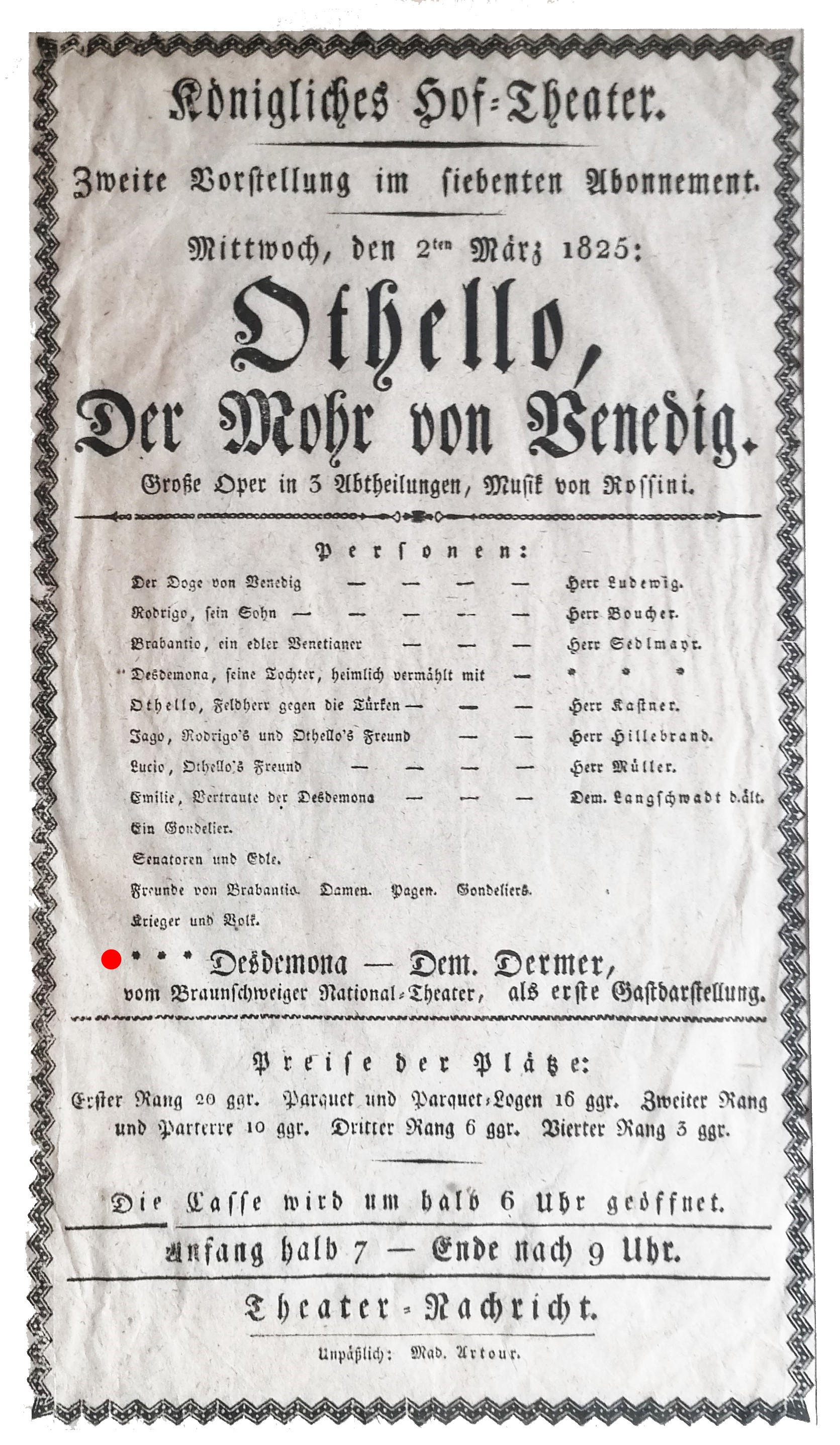
Theaterzettel vom 2. März 1825 des Königlichen Hoftheaters Hannover: Elisabeth Dermer als Desdemona in Othello von G. Rossini

Nach der Revolution im Herbst 1830 in Braunschweig, bei der das herzogliche Braunschweiger Schloss angezündet und die Fensterscheiben ihres Hauses eingeschlagen wurden, musste Dermer am 7. September 1830 zu ihrem Bruder Karl nach Magdeburg fliehen. Eine Rückkehr nach Braunschweig schloss sie trotz großer Bemühungen des Theaterdirektors August Klingemann aufgrund der dort erlittenen Schmach aus.
Im Frühjahr 1832 kehrte Dermer mit einer sehr hohen Braunschweiger Pension von jährlich 1500 Gulden, die ihr von Herzog Wilhelm, dem Bruder Karls II. gewährt wurde, zurück nach Wien, wo sie bis zu ihrem Tode lebte. Sommer- und Kuraufenthalte in Budapest, Mailand und Bad Ischl sind dokumentiert. In ihren letzten Lebensjahren wohnte sie mit ihrer gleichnamigen Nichte im ehemaligen Bürgerspital, einem Zinshaus gegenüber des Theaters am Kärntnertor in Wien, wo zahlreiche Künstler wohnten.
In ihrem Testament vermachte sie ein Viertel ihres Vermögens dem Braunschweiger Hoftheater, was mit jährlich 350 Gulden Zinsen den Grundstock des dortigen Pensionsfonds bildete.

## Rezeption
Im 2022 am Staatstheater Braunschweig uraufgeführten Hip-Hop-Musical „Der Diamantenherzog und das brennende Schloss“ (Musik: Christian Eitner, Text und Regie: Peter Schanz). nimmt die Figur der „Betty Dermer“ eine zentrale Rolle ein.